# 저분자 단백질
저분자 단백질(低分子蛋白質, 영어: small protein)은 단백질의 다양한 단백질 접힘 클래스(일반적으로 <100 아미노산 길이) 중의 하나이다. 이들의 3차 구조는 일반적으로 이황화가교, 금속 리간드, 헴과 같은 보조 인자에 의해 유지된다. 일부 저분자 단백질은 특정 효소와의 직접적인 상호작용을 통해 중요한 조절 기능을 수행하므로 미생물의 생명공학 응용을 위한 흥미로운 도구이기도 하다.

## 저분자 단백질의 식별
저분자 단백질의 크기는 오랫동안 식별 및 특성화를 제한했다. 그러나 과학 기술이 발전함에 따라 이를 식별하는 방법이 많이 개발되었다.
더 큰 오픈 리딩 프레임의 경우 계산 식별은 중단되지 않는 긴 암호화 잠재력에만 기반한다. 저분자 단백질에 대한 계산 검색은 리보솜 결합 부위의 존재 및 아미노산 보존과 같은 여러 매개변수를 사용한다. 사용 가능한 RNA 시퀀싱 또는 질량 분석 데이터 세트도 전산 예측에 통합된다.
저분자 단백질의 식별에 광범위하게 사용되는 방법은 리보솜 프로파일링(Ribo-seq 또는 리보솜 footprint)이다. 리보솜 프로파일링은 차세대 시퀀싱을 사용하며 리보솜에 의해 보호되는 전령 RNA 서열만 대상으로 한다. 전령 RNA에 대한 리보솜의 결합은 전사체가 활발히 번역되고 있음을 시사하여 매우 작은 ORF도 식별할 수 있다.
질량 분석법은 지금까지 저분자 단백질을 식별하는 가장 좋은 방법이지만 그 크기가 다시 장벽이 될 수 있다. 그러나 감지 및 데이터 품질을 개선하기 위해 몇 가지 조정을 수행할 수 있다.

## 같이 보기
- 시스테인 풍부 단백질
- 천연 변성 단백질
- 금속 결합 단백질
- 마이크로펩타이드